# Памятник Крылову (Тверь)
Па́мятник Крыло́ву — памятник в Твери. Расположен в сквере между ул. Победы и ул. Бебеля.

## История
Памятник создан скульпторами С. Д. Шапошниковым и Д. В. Горловым и архитектором Н. В. Донских. Вокруг памятника располагаются горельефы на тему сюжетов басен Крылова.
Открыт 14 августа 1959 года.

## Описание
Памятник посвящен тверскому периоду жизни Крылова, тогда он еще не был баснописцем, а служил писарем в губернском магистрате.

## Галерея
- Памятник Ивану Андреевичу Крылову крупным планом.